# الیزابت جگر
الیزابت جگر (انگلیسی: Elizabeth Jagger؛ زادهٔ ۲ مارس ۱۹۸۴ ‏(۴۱ سال) یک مدل، و هنرپیشه اهل ایالات متحده آمریکا است.